# Кальницкий, Павел Феодосьевич
Павел Феодосьевич Кальницкий (укр.  Павло Феодосійович Кальницький; 22 сентября 1929, с. Супротивная Балка (ныне Новосанжарский район, Полтавская область, Украина) — 19 декабря 2004, Киев) — украинский и советский скульптор. Член союза художников Украины (с 1960).

## Биография

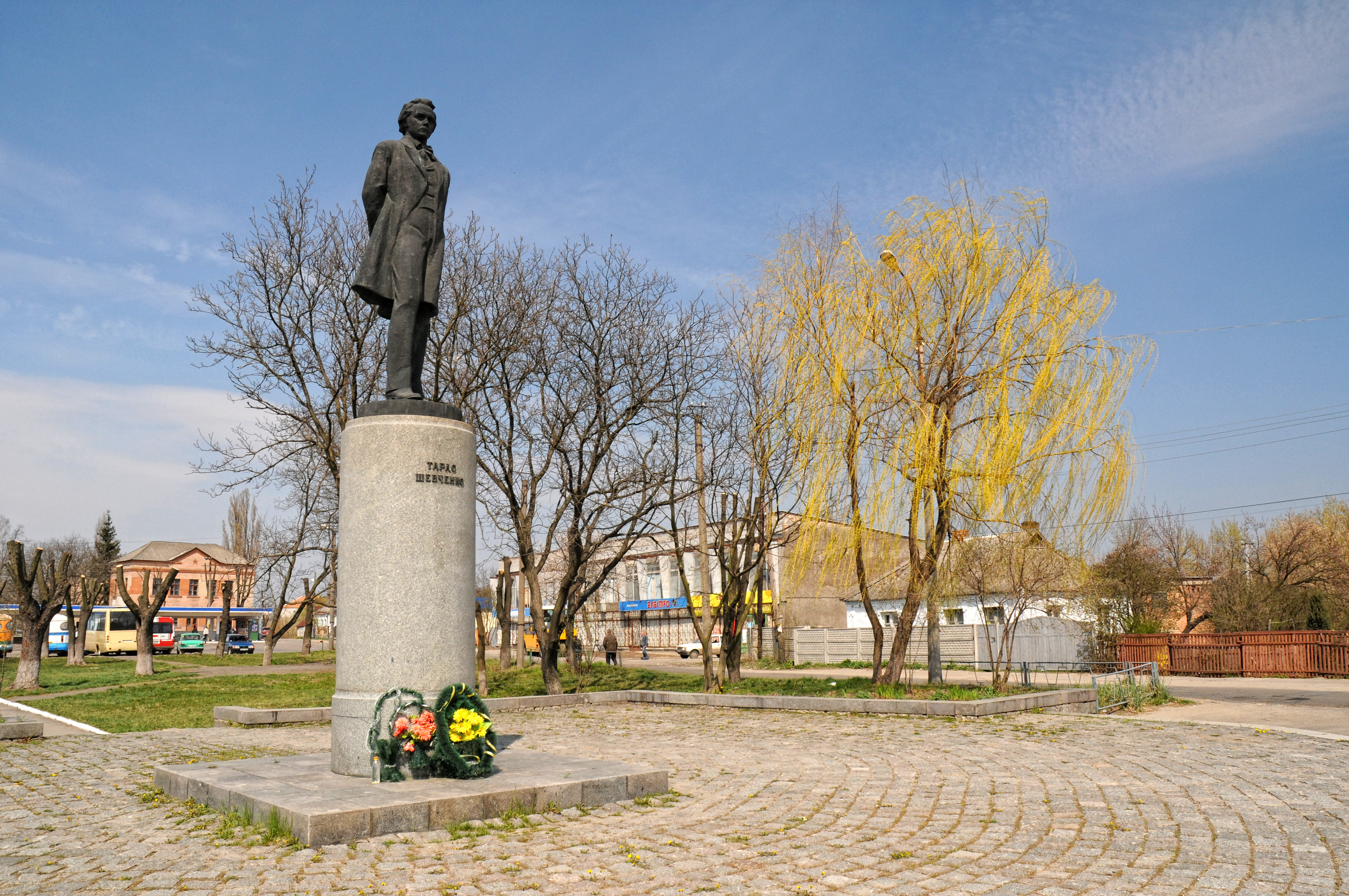
Памятник Тарасу Шевченко г. Звенигородка, 1964

Монумент «300-летия воссоединения Украины с Россией» (г. Переяслав Киевская область, 1961)

В 1955 г. окончил Киевский художественный институт. Ученик профессоров М. К. Вронского и М. И. Гельмана.
Участник областных, республиканских, всесоюзных художественных выставок с 1960-х годов.

## Творчество

Памятник Василию Чапаеву (г. Лубны Полтавская область, 1966, (чугун, гранит, в соавторстве с П. Ф. Остапенко)

Работал в технике станковой и монументальной скульптуры (памятники, мемориальные комплексы, портреты) в реалистическом стиле. Использовал гипс, бронзу, гранит, мрамор.

## Избранные работы
- композиции

Памятник на могиле Максима Рыльского на Байковом кладбище (бронза, гранит, в соавторстве с П. Ф. Остапенко)

  - «Богдан Хмельницкий у тела казака Тура» (1955),
  - «Мирный сон» (1960),
- «Доля» (1964);
- монумент «300-летия воссоединения Украины с Россией» (г. Переяслав Киевская область, 1961; в соавт.);
- памятники
  - Тарасу Шевченко (г. Звенигородка, 1964; Умань, 1965; оба — Черкасская область),
  - Василию Чапаеву (г. Лубны Полтавская область, 1966),
  - М. Ф. Рыльскому (Киев, 1969, в соавт. с П. Ф. Остапенко),
  - В. И. Ленину (1975),
  - погибшим «Скорбящая мать» (1977; оба — г. Бершадь Винницкая область, в соавт.);
- мемориальные комплексы
  - погибшим односельчанам (с. Дейкаловка Полтавская область, 1970),
  - воинам (пгт. Терны (Сумская область), 1971);
- бюсты
  - серия «Герои Советского Союза» (г. Миргород Полтавская область, 1972),
  - П. И. Пестеля (г. Тульчин Винницкая область, 1979),
  - А. С. Макаренко (Киев, 1982),
  - пожарников Чернобыля, Героев Советского Союза В. Кибенка (пгт. Иванков (Киевская область, 1987) и В. Правика (г. Ирпень, 1988).

### Мемориальные доски
- Александру Мурашко на доме № 14 по Малой Житомирской улице в Киеве (в соавторстве с П. Ф. Остапенко, 1966, утеряна)
- Зое Гайдай на доме № 20 по Пушкинской улице в Киеве (гранит; барельеф; в соавторстве с П. Ф. Остапенко, архитектор Я. Ф. Ковбаса, 1970)